# Sandberg (Nürnberg)
Sandberg ([ˈzantˌbɛʁk] ) ist der westliche Teil des Nürnberger Stadtteils St. Johannis und der Name des Statistischen Bezirks 23 im Nordwesten des Weiteren Innenstadtgürtels.

## Geographie
Der Statistische Bezirk 23 befindet sich zwischen dem Klinikum Nord im Norden, dem Johannisfriedhof im Osten, der Pegnitz im Süden und dem Westfriedhof im Westen.
Der größte Teil des Bezirks Sandberg liegt in der Gemarkung 3476 Wetzendorf. Ein kleiner Teil im Westen und im Osten gehören zu den Gemarkungen 3463 Schniegling und 3434 St. Johannis.

## Geschichte

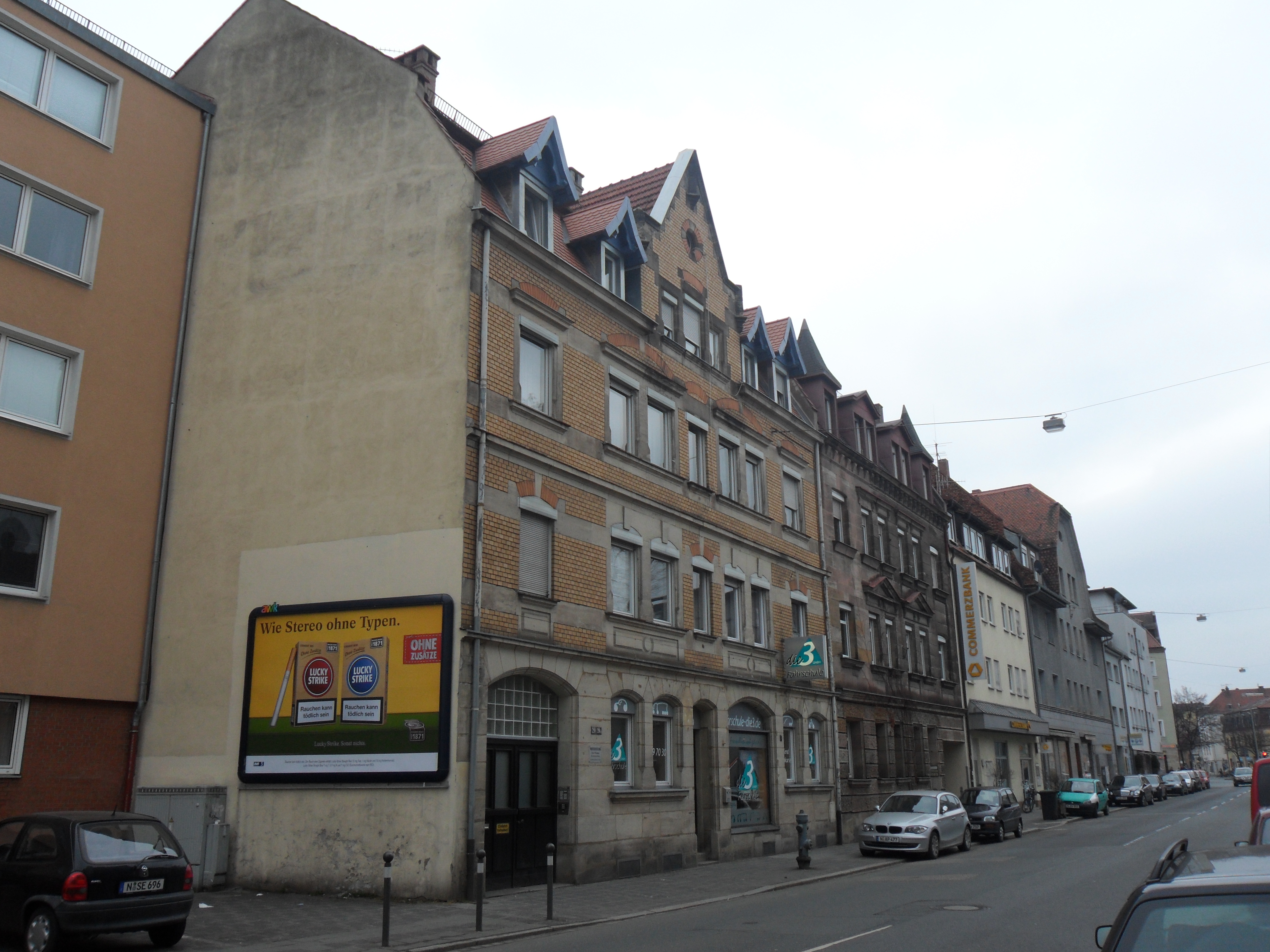
Schnieglinger Straße 4 bis 20

Bis weit ins 19. Jahrhundert hinein war das heutige Sandberg freies Feld im Gemeindegebiet von Wetzendorf, durch das die Schnieglinger Straße, die alte Landstraße nach Schniegling und Fürth, verlief. Der ab 1876 angelegte Westfriedhof wurde durch die dorthin verlängerte Johannisstraße angebunden.
Entlang dieser Straßen und im innenstadtnahen östlichen Bereich begann in den 1890er Jahren die Bebauung mit Wohn- und Gewerbeblöcken. Die denkmalgeschützten Häuser Helmstraße 14 und Johannisstraße 132 und 134 stammen aus dieser Zeit. 1899 wurde Wetzendorf und damit Sandberg nach Nürnberg eingemeindet. In den Jahren bis zum Ersten Weltkrieg wurde die Wohnbebauung im östlichen Bereich fortgeführt und Schule und Kirche gebaut. Mit der Errichtung der Kleinwohnungssiedlung der städtischen Wohnungsbaugesellschaft im westlichen Bereich 1927 bis 1932 wurde die Bebauung im Wesentlichen abgeschlossen.
In Stadtplänen gab es bis in die 1920er Jahre die Bezeichnung „Neu-Wetzendorf“ für das Gebiet. Erst danach hat sich der Name Sandberg durchgesetzt, der auf den Abbau von Scheuersand in diesem Gebiet zurückgeht. Hieran erinnert auch die Sandbergstraße westlich des Johannisfriedhofs.

## Einrichtungen und Sehenswertes

### Dr.-Theo-Schöller-Schule

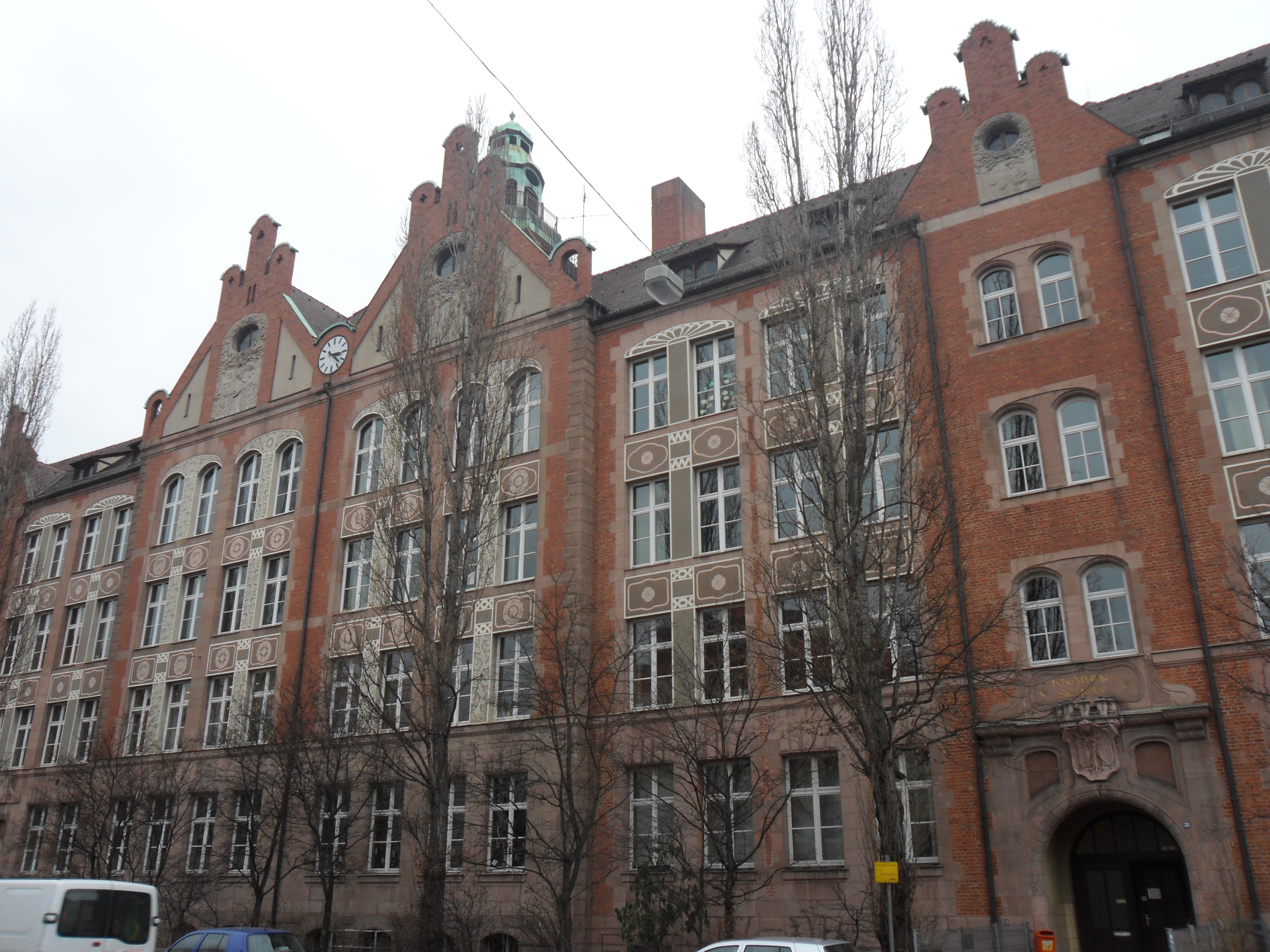
Dr.-Theo-Schöller-Schule

Das Schulhaus an der Schnieglinger Straße 38 und 50 wurde 1905 erbaut. Es steht unter Denkmalschutz und beherbergt die städtische Grund- und Mittelschule Dr.-Theo-Schöller-Schule.

### Kirche St. Michael

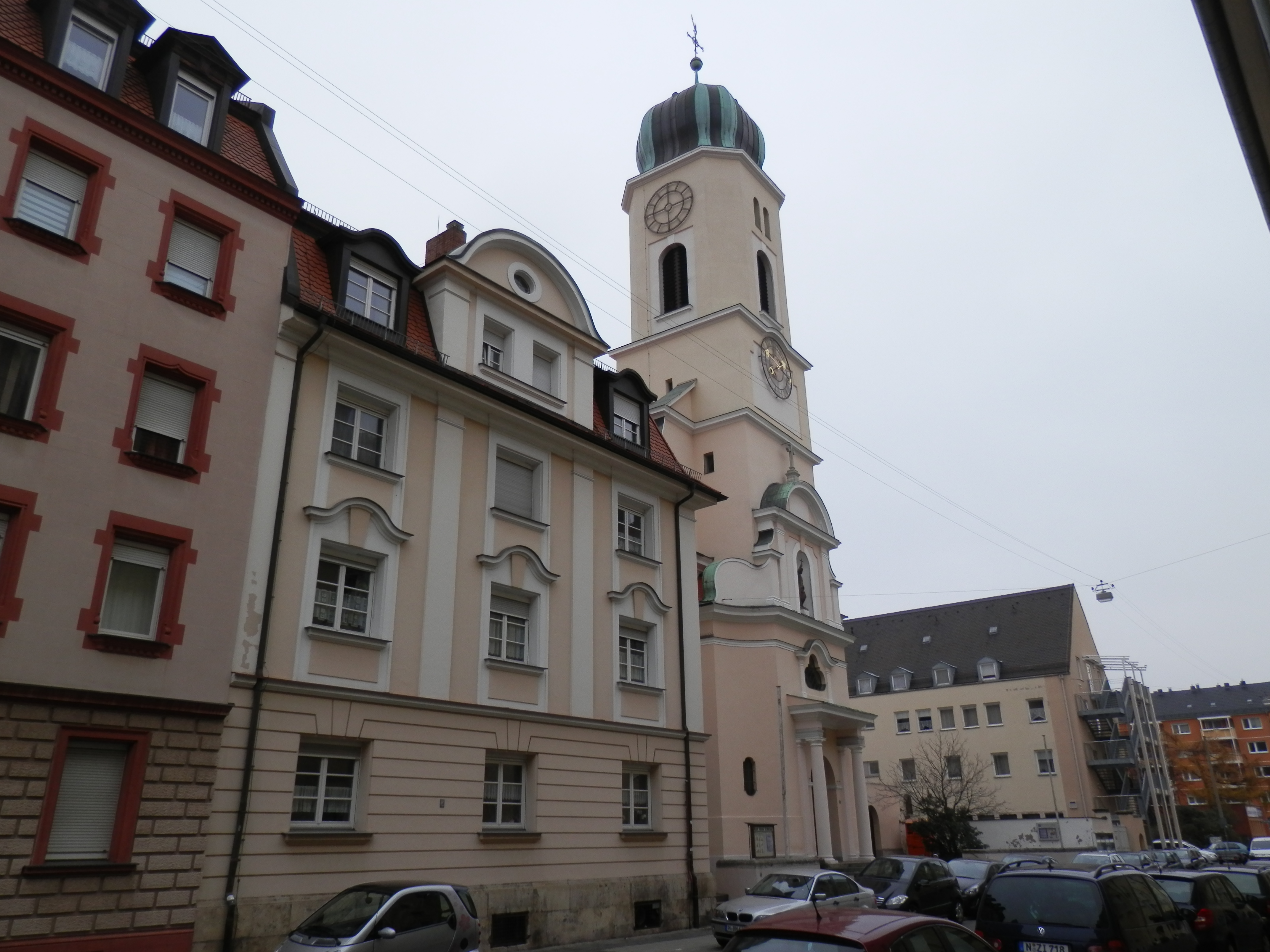
Kirche St. Michael

Die katholische Kirche St. Michael an der Wilhelm-Marx-Straße wurde 1908 bis 1910 unter dem Architekten Otto Schulz im neubarocken Stil erbaut, um den Katholiken unter den neu Zugezogenen einen wohnortnahen Gottesdienstbesuch zu ermöglichen. 1911 folgte das zugehörige, ebenfalls denkmalgeschützte, Pfarrhaus. Die Kirche wurde zunächst von der Frauenkirche mit betreut, bis sie 1922 selbständige Pfarrei wurde.
Auf dem Grundstück befinden sich außerdem ein Kindergarten, ein Seniorenheim und ein Konvent des indischen Frauenordens Adoration Sisters. Im Zweiten Weltkrieg wurde die Kirche schwer beschädigt und am 15. Oktober 1950 wieder eingeweiht.
St. Michael betreut den ganzen Stadtteil St. Johannis, während die in Sandberg wohnenden evangelischen Christen von der Kirchengemeinde St. Johannis betreut werden.

### Straßenbahn

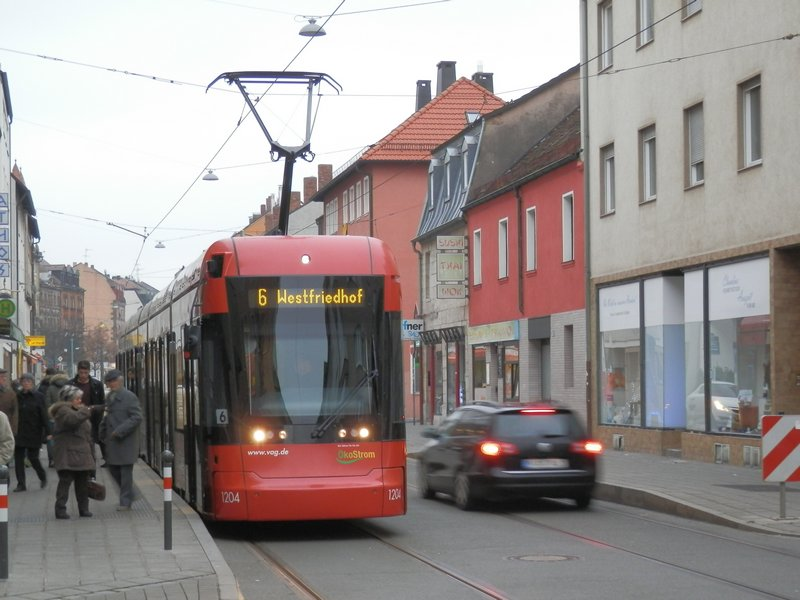
Zug 1204 (Variobahn) an der Julienstraße

Der am 14. Mai 1898 eröffnete 1,7 km lange Abschnitt der Straßenbahn vom Westtor bis zum Centralfriedhof (heute Westfriedhof) durchquert Sandberg von Ost nach West im Verlauf der Johannisstraße. In Sandberg liegen die Haltestellen Johannisfriedhof, Julienstraße und die Endstation Westfriedhof. Heute fährt hier die Straßenbahnlinie 6 im 10-Minuten-Takt zum Dokuzentrum.
An der Endhaltestelle befand sich bis 1963 das Nebenwerk St. Johannis, ein Straßenbahndepot mit einer viergleisigen Wagenhalle. Auf dem Gelände des Depots wurde 1970 die heutige Wendeschleife errichtet. Bis dahin war der Westfriedhof die letzte Umsetz-Endstelle Nürnbergs, wegen der die Linie 6 nur von Vorkriegs-Zweirichtungswagen befahren werden konnte.
2010 wurde der Sandberger Streckenabschnitt umfassend saniert. Dabei wurde die Haltestelle Julienstraße barrierefrei umgebaut. Die Gleise wurden auseinandergezogen und die Bürgersteige verbreitert. Die Bordsteine wurden so an das Gleis gelegt und erhöht, dass sie als Haltestellenkaps dienen.

### WBG-Siedlung

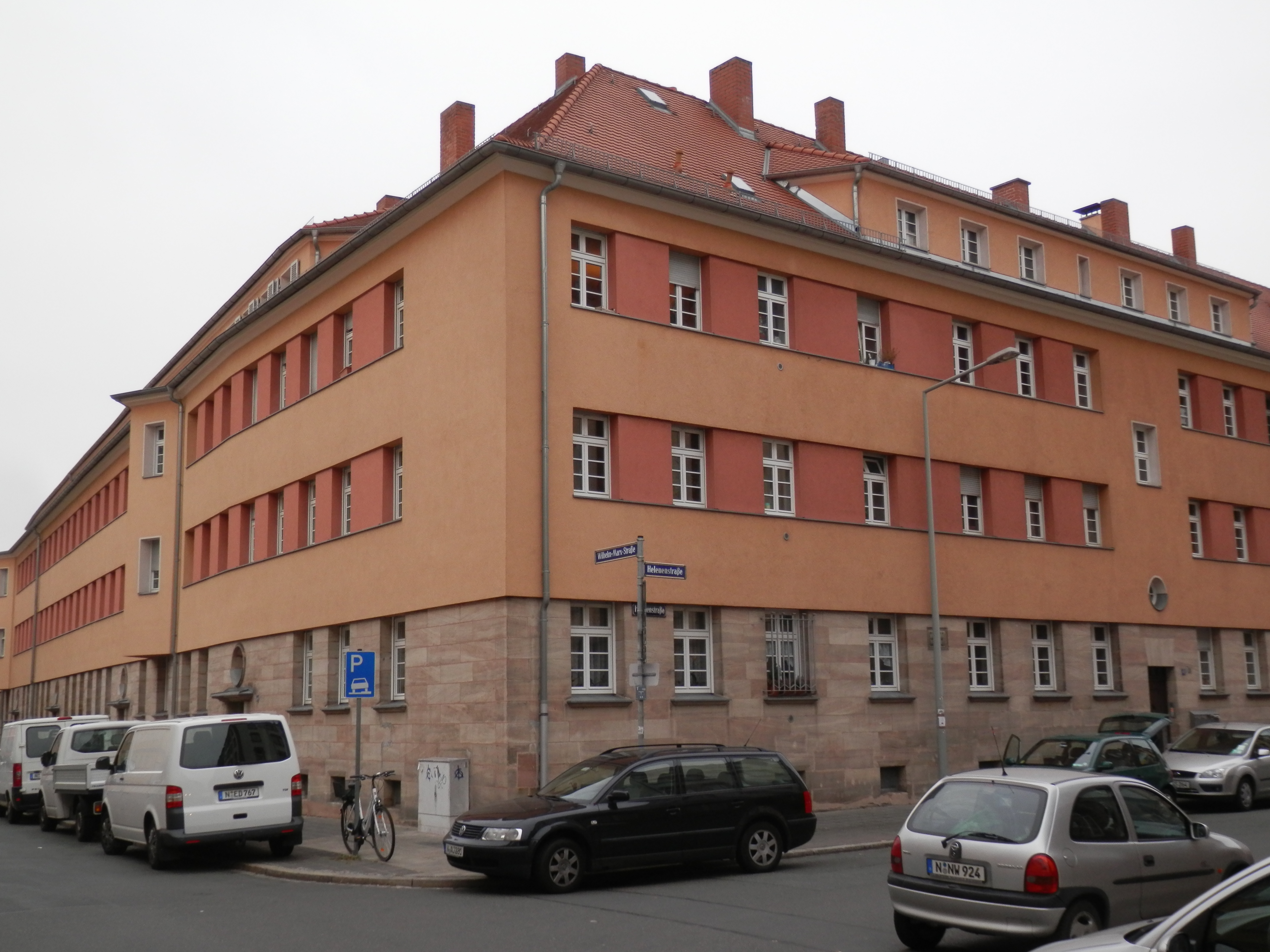
WBG-Siedlung: Der erste Block von 1925 an der Johannis-/Helenenstraße

In der 1927 bis 1932 erbauten WBG-Siedlung befinden sich heute 1005 Wohnungen. Die Häuser wurden in den Jahren 2001 bis 2004 energetisch saniert und modernisiert. Die Außenwände wurden gedämmt und die Heizung wurde auf Fernwärme umgestellt. Dadurch ergaben sich eine Energieeinsparung von 6.450 MWh und eine CO2-Reduzierung von 2.850 Tonnen pro Jahr.

### Pegnitztal
Die Pegnitz bildet die südliche Grenze Sandbergs. Die Fuß- und Radwege verbinden Sandberg mit der Innenstadt und Fürth. Der Lederersteg führt über den Fluss hinweg zum Stadtteil Bärenschanze mit dem Dürer-Gymnasium, dem Lederer-Biergarten und dem Justizpalast.
Etwa an der Stelle des heutigen Westbads befand sich das "Poetenwäldchen", der Versammlungsstätte des Pegnesischen Blumenordens von seiner Gründung 1644 bis zum Umzug in den Irrhain bei Kraftshof 1678. Daran erinnert ein Denkmal in Form eines Lesepults inmitten eines kleinen Amphitheaters aus Steinblöcken.

### Westbad
Im Pegnitzgrund befindet sich das Westbad, das besucherstärkste der drei städtischen Freibäder Nürnbergs. Das Bad verfügt unter anderem über einen 10-Meter-Sprungturm und ein 50-Meter-Schwimmbecken. 2010/2011 wurde das Bad umfassend umgebaut und modernisiert.

### BMF-Museum

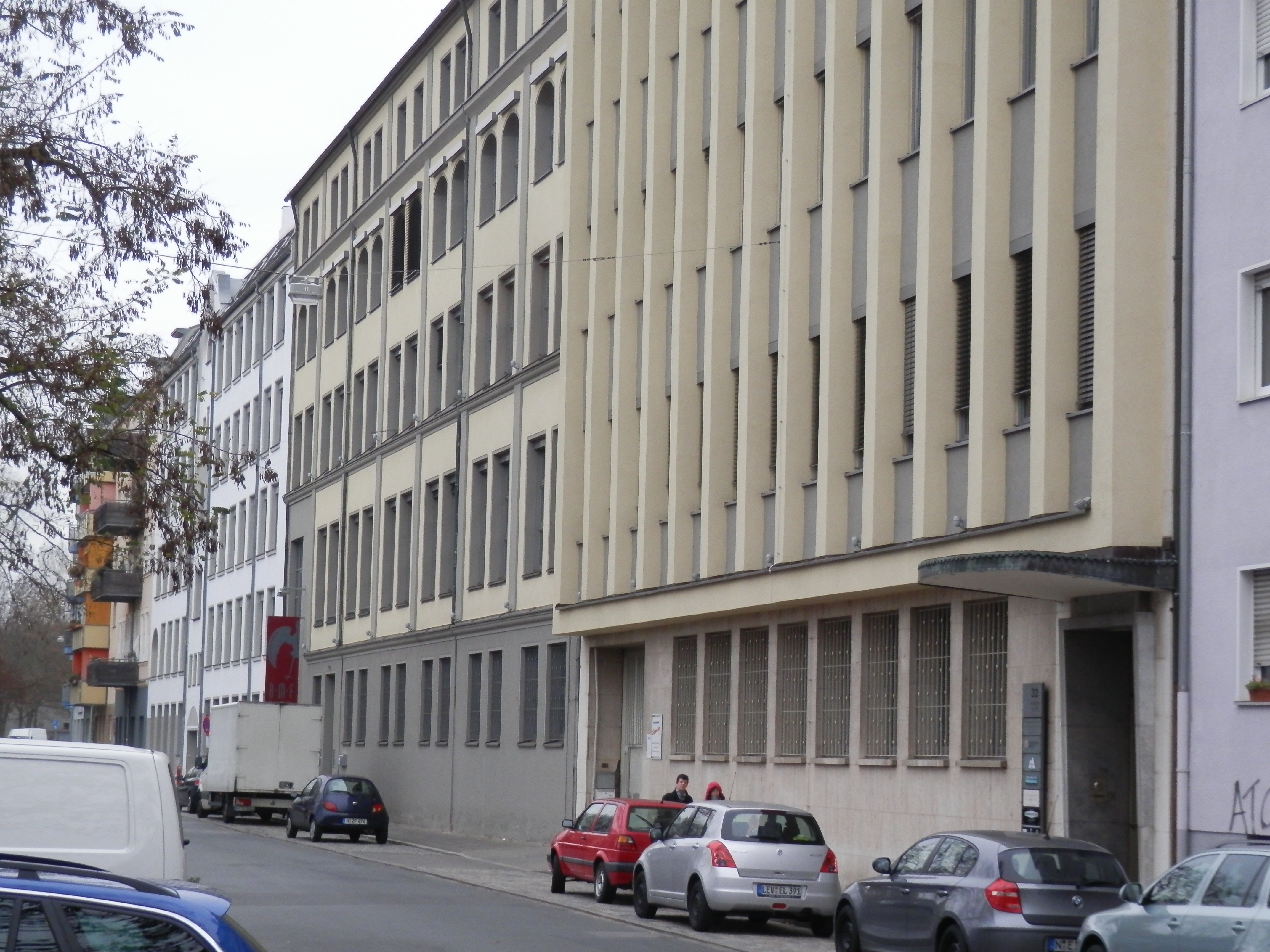
Ehemalige Bayerische Metallwarenfabrik

In der in den 1980er Jahren stillgelegten Bayerischen Metallwarenfabrik (BMF) befindet sich ein Museum, das die Geschichte und die Produkte des Herstellers von Haushaltswaren präsentiert. Der Rest der Liegenschaft, die sich von der Wiesentalstraße bis zur Steinstraße erstreckt, ist an verschiedene Firmen vermietet.

### Sandberg-Verlag
Der Sandberg-Verlag, in dem vor allem die Publikationen des Vereins Geschichte für alle erscheinen, hat seinen Namen nach seinem Sitz im BMF-Gebäude in der Wiesentalstraße in Sandberg.

### Fraunholz-Lebkuchen
Im Gebäude Wilhelm-Marx-Straße 8, Ecke Sandbergstraße, befinden sich Produktion und Werksverkauf der Lebküchnerei Fraunholz.